# The Hives
The Hives este o formație suedeză de garage rock și a fost fondată la 1993 în orașul Fagersta.

## Membrii formației
Membrii formației sunt:
- Pelle Almqvist
- Nicholaus Arson
- Vigilante Carlstroem
- Dr. Matt Destruction
- Chris Dangerous

## Discografie

### Albums
- Barely Legal (1997)
- Veni Vidi Vicious (2000)
- Tyrannosaurus Hives (2004)
- The Black and White Album (2007)
- Lex Hives (2012)

### Singles
- A.K.A. I-D-I-O-T (1998)
- Main Offender (2000)
- Hate to Say I Told You So (2001)
- Die, All Right! (2001)
- Supply and Demand (2001)
- Walk Idiot Walk (2004)
- Two-Timing Touch and Broken Bones (2004)
- A Little More For Little You (2005)
- Abra Cadaver (2005)
- Tick Tick Boom (2007)
- Won't Be Long (2008)
- Go Right Ahead (2012)
- Throw It on Me (Timbaland & The Hives) (2007)
- A Christmas Duel (cu Cyndi Lauper) (2008)